# Поющий убийца
«Поющий убийца» (кит. 小煞星, англ. The Singing Killer, букв. с кит. «Маленькая роковая звезда») — гонконгский кинофильм режиссёра Чжан Чэ производства киностудии братьев Шао.

## Сюжет
Когда-то Джонни был бандитом. Теперь он известный певец, завязавший с прошлым. Тем не менее, он уже два года ищет девушку по имени Лили. Однажды, в попытке найти свою любовь, он натыкается на своих товарищей, с которыми они вместе занимались ограблениями. Те обещают рассказать, где Лили, если тот принесёт им десять тысяч и сделает слепок с ключа от сейфа управляющего клуба, в котором выступает Джонни. Джонни с трудом соглашается на это и всё выполняет. Когда Джонни снова встречается со своими старыми друзьями, те показывают запись, на которой видно как Джонни делает слепок с ключа от сейфа, и начинают шантажировать Джонни. Сразу после этого появляется управляющий Фэн, и становится ясно, что они заодно. На следующий день деньги из сейфа пропадают, и к расследованию подключается детектив Ван, знакомый Джонни. Певец с трудом соглашается на ограбление вместе с бандой ювелирного магазина. Когда они начинают операцию, Джонни встречает Лили, которая, как оказалось, работает в том магазине, и сразу переходит на сторону закона, мешая своим соратникам совершить ограбление. В результате драки и перестрелки некоторые члены банды погибают, а Джонни получает ранение. Фэн пытается убить Джонни, но ему удаётся сбежать. Хэ Мань с Волшебником переходят на сторону раненного, после чего трое скрываются. Позже Лили навещает своего возлюбленного. Между тем детектив Ван, расследуя разборки в ювелирном и изучив запись, где Джонни делает слепок, находит доказательства невиновности знаменитости. Фэн отдаёт приказ своим людям найти и убить Джонни, Волшебника и Хэ Мань. В результате нападения людей Фэна Волшебник и Хэ Мань погибают, а Джонни и его девушка вынуждены бежать. Джонни оставляет свою девушку в безопасности, а сам идёт к Фэну, где происходит перестрелка. Джонни убивает многих людей Фэна, а самого управляющего избивает. Тут же на место прибывает детектив Ван, который сообщает, что верит в невиновность звезды и что Лили сообщила ему, куда отправился Джонни. На Фэна надевают наручники.

## В ролях
| Актёр      | Роль                            |
| ---------- | ------------------------------- |
| Дэвид Цзян | Джонни (Цян И)                  |
| Тина Цзинь | Хэ Мань                         |
| Ван Пин    | Лили (Шуй Сянь)                 |
| Ку Фэн     | первый брат                     |
| Чэнь Син   | управляющий Фэн                 |
| Стэнли Фун | детектив Ван                    |
| Ян Чжицин  | менеджер ювелирного магазина Се |
| Дин Сэк    | Волшебник                       |
| Вон Чун    | Те Доу                          |
| Лю Ган     | Большая Голова                  |
| Ти Лун     | музыкант                        |

## Съёмочная группа
- Компания: Shaw Brothers
- Продюсер: Шао Жэньлэн
- Режиссёр: Чжан Чэ
- Сценарист: Ни Куан[англ.]
- Ассистент режиссёра: Лэй Куоккён
- Постановка боевых сцен: Тан Цзя[кит.], Лю Цзялян
- Художник: Джонсон Цао
- Монтажёр: Куок Тхинхун
- Дизайнер по костюмам: Лэй Кхэй, Камбер Хуан
- Грим: Фан Юань
- Оператор: Гун Мудо
- Композитор: Фрэнки Чань[англ.], Ван Фулин[кит.]

## Сборы в Гонконге
Гонконгская премьера на больших экранах состоялась 22 декабря 1970 года. Сумма выручки от кинотеатрального проката, завершившегося 31 декабря, составила 1 005 514,9 HK$ — таким образом кинофильм уступил сборам картины «Это будут герои», но обошёл «Четыре настроения».

## Отзывы
«Такие фильмы, как „Поющий убийца“, довольно быстро устаревают — гораздо быстрее, чем фехтовальные уся-эпики или рукопашные кунгфу-боевики. Очень жаль, потому что если бы не вопиющая старомодность во всём — начиная с костюмов и причёсок и заканчивая актёрской игрой и постановкой боёв — этот фильм мог бы составить реальную конкуренцию современным криминальным триллерам.», — Борис Хохлов, HKCinema.ru.
«„Поющий убийца“ ценен как версия „молодого побега“ „перестрелочного“ поджанра гонконгских боевиков, но как кинофильм он далеко не великолепен.», — Уилл Коуф, Silver Emulsion Film Reviews.